# Tenodera chloreudeta
Tenodera chloreudeta är en bönsyrseart som beskrevs av Hermann Burmeister 1838. Tenodera chloreudeta ingår i släktet Tenodera och familjen Mantidae. Inga underarter finns listade i Catalogue of Life.